# 1966

## أحداث
- مجزرة كاشغر عام 1966 قُتل فيها أكثر من خمس وسبعين ألف قتيل من المسلمين. نفذت القوات الشيوعية الصينية المجزرة أثناء استقبال المسلمين لشهر رمضان.[1]
- نهاية المواجهة الإندونيسية الماليزية في 11 أغسطس 1966 والتي بدأت في 20 يناير 1963.
- صدر للأستاذ محمد حسنين هيكل كتاب: خبايا السويس.[2][3][4]

### يناير
- 3 - 15 يناير: عقد مؤتمر القارات الثلاث بمدينة هافانا من طرف فيدل كاسترو من أجل خلق شبكة من التضامن الثوري بين شعوب العالم الثالث.
- 3 يناير: قيام انتفاضة شعبية في جمهورية فولتا العليا تؤدي بالرئيس موريس ياميوغو إلى الاستقالة. الكولونيل أبو بكر سانغولي لاميزانا يصبح رئيسا للجمهورية باسم الجيش.
- 4 - 10 يناير: مؤتمر طشقند. إعادة العلاقات الدبلوماسية بين الهند وباكستان. اتفق البلدان على العودة إلى مواقفهما السابقة. لم يتم مناقشة أمر كشمير.
- 4 يناير: جمهورية أفريقيا الوسطى: بعد انقلابه على السلطة يوم 31 ديسمبر 1965, الجنرال جان بيدل بوكاسا يحل البرلمان ويعلق العمل بالدستور.
- 7 - 13 يناير: عملية كريمب في فييتنام. القوات المسلحة الأمريكية والأسترالية تسير إلى هو بو وودز، معقل الفيت كونغ.
- 7 يناير: بيرو: ايقاف غييرمو لوباتون، رئيس منظمة توباك أمارو، وقتله مع ثمانية من رفاقه قرب ريو سوزيكي. قمع المنظمة بقيادة حركة اليسار الثوري، أدى إلى عدة قتلى وساهم في تشويه سمعة نظام فرناندو تيري.
- 14 - 15 يناير: خلع رئيس نيجيريا نامدي أزيكيوي بعد انقلاب دموي، هو الأول في سلسلة من الانقلابات المتعاقبة. الجنرال جونسون أغيي ايرونزي يتولى السلطة.
- 15 يناير: عقد معاهدة صداقة وتعاون بين منغوليا والاتحاد السوفيتي، تم تجديدها سنة 1986.
- 17 يناير: حادث نووي قبالة السواحل الاسبانية.
- 19 يناير: اختيار أنديرا غاندي، نجلة جواهر لال نهرو، من قبل حزب المؤتمر، بأغلبية كبيرة، لخلافة لال بهادور شاستري، المتوفى في طشقند يوم 11 يناير، كرئيسة وزراء الهند; أقسمت اليمين يوم 24 يناير وشكلت على الفور حكومتها.
- 25 يناير: إنشاء مجلس لإعادة الهيكلة الصناعية في المملكة المتحدة لتسهيل التركيز الصناعي. وإنشاء مجلس وطني للبحث والتطوير.
- 30 يناير: «تسوية لوكسمبورغ» تعيد التصويت بالإجماع في الهيئات الأوروبية، فرنسا تستمر في سياسة الكرسي الفارغ.

### فبراير
- 11 - 26 فبراير: زيارة قائد القوات البحرية المصرية سليمان عزت للاتحاد السوفيتي; وقع اتفاقا يسمح للسفن السوفيتية بزيارة موانئ السلوم، الاسكندرية وبورسعيد. قام عبد الناصر بعدة زيارات إلى تركيا، إلى فرنسا وإلى الولايات المتحدة لاظهار استقلاله السياسي.
- 22 فبراير - 2 مارس: الوزير الأول ميلتون أوبوتي يتسلم السلطة في أوغندا بعد انقلاب ضد ملك بوغندا موتيسه ويعلن نفسه رئيسا. يوم 24 فبراير، علق ميلتون أوبوتي العمل بالدستور. يوم 15 أبريل، وضع دستورا جديدا يلغي الوضع الفيدرالي لأوغندا ويقلل من سلطة المؤسسات التقليدية.
- 23 فبراير - الانقلاب الثامن في سوريا من اللجنة العسكرية في حزب البعث بقيادة صلاح جديد على القيادة القومية في الحزب ومن بينهم مؤسس الحزب ميشيل عفلق وأمين الحافظ.
- 24 فبراير: اسقاط حكم كوامي نكروما، أثناء سفره إلى الصين، بواسطة انقلاب عسكري في غانا. الجنرال جوزيف آرثر أنكره يصبح رئيسا لمجلس التحرير الوطني في غانا.
- 24 فبراير: معركة سوي بونغ ترانغ قرب تو داو موت في فييتنام.

### مارس
- 1 مارس: إنشاء مجلس دفاع خاص بالثورة في مالي.
- 7 مارس: فرنسا تنسحب من القيادة المتكاملة الخاصة بحلف شمال الأطلسي.
- 11 مارس: إندونيسيا : الجنرال سوهارتو، الذي قام بتطويق القصر الرئاسي بالجيش، يحصل على الصلاحيات الكاملة من سوكارنو بجعله يوقع على تعهد 11 مارس، الذي بموجبه ينقل الرئيس سلطته إلى الجنرال.
- 15 مارس: عرض قانون الصحافة الخاص بمانويل فراغا، الناص على رفع الرقابة المسبقة، على البرلمان الإسباني.
- 23 مارس: البابا بولس السادس يستقبل في روما الدكتور مايكل رامزي، مطران كانتوربيري. منذ ما يقرب عن أربعة قرون، لم تتقارب الكنيستان قط. في هذا اليوم، قرروا إنشاء لجنة مختلطة بينهما.
- 30 مارس: الانتخابات العامة الجنوب إفريقية تعزز الأغلبية البرلمانية الخاصة بالحزب الوطني الخاص برئيس الوزراء هندريك فيرورد.
- 31 مارس: نصر عمالي في الانتخابات العامة البريطانية في المملكة المتحدة.

### أبريل
- 12 أبريل: طائرات البي-52 الأمريكية تبدأ بقصف شمال فيتنام.
- 13 أبريل: مقتل رئيس العراق عبد السلام عارف في حادثة هليكوبتر، وقد تم استبداله يوم 16 أبريل بأخيه عبد الرحمن عارف على رأس الدولة.
- 18 أبريل: بداية الثورة الثقافية بالصين.
- 26 أبريل: زلزال عنيف بطشقند، أوزبكستان.

### مايو
- 1 مايو: اغتيال صلاح حسين، زعيم محلي للاتحاد الاشتراكي العربي، ببلدة قمشيش، شمال القاهرة، من قبل عائلة اقطاعية، أل الفقي، التي اتهمته بحيازة أراضي أكثر مما يسمح القانون. يوم 11 مايو، عبد الناصر يعلن عن تشكيل لجنة مناهضة للإقطاع في مصر بقيادة الجنرال عامر. حوالي 30,000 هكتار تم عزلها.
- 4 مايو: فيات توقع عقدا كبيرا لبناء مصنع في توجلياتي، الاتحاد السوفيتي.
- 12 مايو: بيشمركة الجنرال بارزاني تهزم شعبتين عراقيتين.
- 13 مايو: اتفاق ثقافي صيني-مالي; الصين تمنح قرضًا جديدًا لمالي، وترسل أطرا تقنية جديدة.
- 16 مايو: الصين: تعميم يدين «أطروحات فبراير» ويحل «مجموعة الخمسة المسؤولة عن الثورة الثقافية» بقيادة بنغ تشن. تشن بودا يتولى رئاسة مجموعة الثورة الثقافية. يوم 25 مايو، أساتذة جامعة بكين بقيادة ني يوانزي يطلقون حملة ضد رئيس الجامعة لو بينغ، المتهم بالتحريف عل ملصق ظهر في الصحف يوم 1 يونيو.
- 18 مايو - 16 يونيو: حوت أبيض، ملقب بموبي يصعد على سطح نهر الراين إلى حدود بون.
- 20 مايو: الملك موتيسه، الملتجئ في كامبالا بقصر منغو، يعلن أن بوغندا مستقلة عن أوغندا; يرسل ميلتون أوبوتي القوات الأوغندية الفيدرالية بقيادة عيدي أمين دادا لسحق تمرد باغاندا في 23 و 24 مايو. موتيسه تمكن من الفرار إلى إنجلترا.
- 20 مايو: الولايات المتحدة تؤكد عزمها تسليم طائرات تكتيكية إلى دولة إسرائيل لأول مرة.
- 21 مايو: تدريب قوات الدفاع الخاصة بأولستر، الذين قامت بالعديد من العمليات ضد الكاثوليك في ايرلندا الشمالية.
- 24 مايو: يعلن الجنرال إيرونزي إلغاء النظام الفيدرالي دون أي استشارة مسبقة وإنشاء جمهورية موحدة في نيجيريا; القادة التقليديين في الشمال يقومون بالاحتجاج، ثم في مايو- يونيو بدأت مذابح الإيغبو في شمال البلاد، التي أوقعت 000 30 قتيل. بداية هجرة الإيغبو من الشمال إلى المنطقة الشرقية.
- 30 مايو: في جمهورية الكونغو الديمقراطية، الرئيس موبوتو يعلن على الراديو فشل مؤامرة عيد العنصرة. الجناة المزعومون، المتهمون بتهمة استبدال النظام العسكري بحكومة مدنية، تم شنقهم أمام جمهور يتكون من مئات الآلاف من المتفرجين يوم 2 يونيو.

### يونيو
- 7 - 8 يونيو: اجتماع وزاري للدول الأعضاء في حلف شمال الأطلسي ببروكسل; حيث قرروا نقل القيادة العليا للقوات المتحالفة في أوروبا إلى بلجيكا.
- 7 يونيو: في جمهورية الكونغو الديمقراطية، جوزيف ديزيريه موبوتو يصدر «الباكاجيكا», محددا النظام القانوني الخاص بالعقار والناص على أن الطابقين الأرضي وتحت الأرضي تابعين للدولة الكونغولية.
- 13 يونيو: دمج حزب التجمع الأفريقي مع الاتحاد السنغالي التقدمي، ليصير نظام الحزب الوحيد هو النظام المتبع بالسنغال.
- 13 يونيو: الصين: ذهب طلاب الجامعات والمدارس الثانوية في إجازة إلى أجل غير مسمى للمشاركة في الثورة الثقافية.
- 14 يونيو: الأردن تقطع علاقاتها مع منظمة التحرير الفلسطينية التي تريد وضع موطئ قدم لها في الضفة الغربية.
- 19 يونيو: تأسيس الحركة القومية الهندوسية شيف سينا ببومباي من قبل بال تاكيراي، وهو رسام كاريكاتوري.
- 20 يونيو - 5 يوليو: اندونيسيا: سوكارنو يفقد لقب «رئيس مدى الحياة» و «المرشد الأعلى للثورة» خلال جلسة للمؤتمر الشعبي الاستشاري. لكنه احتفظ بالإشراف على الشؤون الحكومية. استلمت السلطة لجنة تنفيذية دائمة، مكونة من سوهارتو، أدم مالك، هامنكو بونو التاسع وساموسي هارجيناتا. جرت عملية اصلاح يوم 11 أكتوبر.
- 20 يونيو - 1 يوليو: سفر شارل دوغول إلى موسكو. بموجب إعلانهم المشترك الصادر في 30 يونيو، فرنسا والاتحاد السوفيتي انتهجا «سياسة الوفاق والتفاهم والتعاون».
- 22 يونيو: الحرب الأهلية التشادية: إبراهيم أباتشا يؤسس جبهة التحرير الوطنية التشادية بنيالا، وهي مدينة بجنوب دارفور.
- 24 يونيو: ازالة دليل الكتب المحرمة بأمر من بولس السادس بعد المجمع الفاتيكاني الثاني.
- 27 يونيو: اعتماد ميثاق منظمة أفريقيا ومدغشقر المشتركة بتناناريفو.
- 28 يونيو: انقلاب عسكري بالأرجنتين. خلع ارتورو أمبرتو إيليا. الجنرال خوان كارلوس أونغانيا يتسلم السلطة، ثم يعلن قيام الثورة الأرجنتينية ويقيم نظاما بيروقراطيا استبداديا. الجنرال خوان كارلوس أونغانيا أصبح رئيسا للأمة الأرجنتينية يوم 29 يونيو.
- 29 يونيو: توقيع اتفاقية سلام بين مصطفى بارزاني والرئيس العراقي عبد الرحمن عارف تعترف «بالحقوق الوطنية للأكراد».
- 30 يونيو: تم تغيير اسم ليوبولدفيل رسمياً إلى كينشاسا; اعتبار لومومبا بطل الكونغو الوطني.

### يوليو
- 1 يوليو: إقالة نائب الرئيس ألكسندر رانكوفيتش، المعارض للامركزية وللتحرير السياسي منذ يوليو 1965 في جمهورية يوغوسلافيا الاتحادية الاشتراكية.
- 2 يوليو: بدء التجارب النووية الفرنسية على جزر موروروا وفانجاتوفا.
- 5 يوليو: نقل رفاث الأمير عبد القادر إلى الجزائر.
- 6 يوليو: الدستور الذي يجعل ملاوي جمهورية يدخل حيز التنفيذ. حزب مؤتمر مالاوي (MCW) يصبح الحزب الوحيد. هاستينجس كاموزو باندا، الرئيس المنتخب في 22 مايو، يتولى السلطة.
- 8 يوليو: تم خلع ملك بوروندي مامبوتسا الرابع من قبل ابنه الأمير تشارلز نديزي، عين الملك في 1 سبتمبر تحت اسم نتاري الخامس.
- 15 يوليو - 3 أغسطس: عملية هاستينغز في وادي سونغ نجان، على طول خط العرض 17 في فيتنام.
- 24 يوليو - 25 سبتمبر: تمرد فوج الدرك في كاتانغا في باكا بقيادة العقيد فرديناند تسيبولا في الكونغو الديمقراطية.
- 29 يوليو: اغتيال رئيس نيجيريا جونسون أغيي ايرونزي.
- 29 يوليو: ليلة العصي الطويلة في الأرجنتين. الشرطة تطرد الأساتذة والطلاب من خمس جامعات.

### أغسطس
- 1 أغسطس: تولى الجنرال يعقوب جون السلطة في نيجيريا وتأسيس حكومة فيدرالية عسكرية.
- 6 أغسطس - تولى الشيخ زايد بن سلطان آل نهيان مقاليد الحكم في إمارة أبوظبي من أخيه الشيخ شخبوط.
- 22 أغسطس - تأسيس بنك التنمية الآسيوي.
- 25 أغسطس: استقبال شارل ديغول في جيبوتي بمظاهرات عنيفة مؤيدة للاستقلال.
- 26 أغسطس: بدء حرب العصابات في ناميبيا ضد سلطات جنوب إفريقيا ، بعد اشتباك في أومجولومباشي في أوفامبولاند بين سوابو وشرطة جنوب إفريقيا (انتهت في عام 1987). ستتسبب في أكثر من 20000 حالة وفاة ، بما في ذلك 11000 من سوابو.
- 29 أغسطس - إعدام سيد قطب أحد أعلام الإخوان المسلمين في مصر.

### أكتوبر
- 3 أكتوبر - استقلال ليسوتو من المملكة المتحدة.

### نوفمبر
- 1 نوفمبر - افتتاح المسرح الوطني في اليابان.

### ديسمبر
- 22 ديسمبر - الاتحاد السوفيتي يطلق مركبة فضائية إلى القمر لتحليل سطحه بفضل ذراع آلية.

## مواليد
- إبراهيم التميمي
- أمثال الحويلة
- باسم الكربلائي (منشد)
- نوال الكويتية
- آدم ساندلر
- أبو إبراهيم مصطفى
- أبو مصعب الزرقاوي
- أحمد بخيت
- أدريان شيلي
- ألبرتو أكوستا
- ألساندرو كوستاكورتا
- ألكا ياجنيك
- مهدي بن أحمد الحكمي
- محسن الشمري
- ألكسندر جوركوف
- أليسن دودي
- أمين الصانع
- أنتوني ييبواه
- أندريه سكاف
- أنغيلو هوغيز
- أنوشه أنصاري
- أولاف ثون
- أولريكه شفايكيرت
- أوليفر مارتينيز
- أوليفر ماريا شميت
- إبراهيم حسن
- إريك أسادوريان
- إميل بوك
- إنزو سكيفو
- إيريك كانتونا
- إيهاب توفيق
- الشاب بلال
- الشاب مامي
- الشاعر محمد الحسن راشد
- باتريك ديمبسي
- باسم سمرة
- بروس موراي
- برونو جينيسيو
- برونو لاباديا
- بهاء الدين الحريري
- بيتينا بالاكا
- بينيتو أركونديا
- ترايلور هوارد
- تشيت كولفير
- توم هينينغ أفريبو
- توماس دول
- توماس هاسلر
- توني آدامز
- تيدي شيرنغهام
- ثامر عناد
- ثاني السويدي
- جانيت جاكسون
- جاي جاي أبرامز
- جهاد أزعور
- جو هاشم
- جواد كاظم
- جورج أوشاوا
- جورج ويا
- جوليانا مارغوليس
- جون برادشو ليفيلد
- جون كوزاك
- جيف بوكلي
- جيمي ويلز
- حارث العبيدي
- خالد الحربي
- خالد النبوي
- خالد بن عبد الله الفيصل آل سعود
- خالد حبيب
- خالد زهرمان
- خالد محمود رمضان
- خريستو ستويتشكوف
- داد الله
- ديان سافيدجيفيدج
- ديفيد بلات
- ديفيد شويمر
- ديفيد فيلو
- ديمتريس كرانيوتيس
- ذكرى
- روب ويتشجه
- رومان أبراموفيتش
- روي كومر
- ريمي غارد
- زاك سنايدر
- سامي نسيم
- ستيفان إدبرغ
- ستيفان رويتر
- ستيفن بالدوين
- سلمى حايك
- سليمان عبد القادر
- سمية الخشاب
- سمير زيد الرفاعي
- شكري الواعر
- شمسول مايدن
- صالح ولد حننا
- صبح الدين محمد صالح
- صبري العدل
- صوفي مارسو
- طارق العلي
- طورتستن غيملر
- عبد الدائم الكحيل
- عبد الرحمن الجروان
- عبد السلام الحايك
- عباس نیلفروشان
- عبد الكريم جودة
- عبير تنير
- عدنان منصر
- عصام عبد الفتاح (صحفي)
- علي العيساوي (وزير)
- علي بومنيجل
- عماد الدين الدباغ
- عماد ناصف
- غازي بن محمد
- غريغ غرونبرغ
- غريغوري بيرلمان
- فرانسوا أومام بييك
- فرانك دي بليكير
- فرناندو كولنج
- فلاح الهاجري
- فليمينغ بوفلسن
- فهد العنزي
- فينسنت كاسل
- قصي صدام حسين
- قيس اليعقوبي
- كيروس فاساراس
- كيفر سثرلند
- كيم جو سونغ
- لوبوسلاف بينيف
- ليس فيرديناند
- ليلى الشايب
- ليوناردو رودريغيز
- ماثيو فوكس
- مارتينا ماكبرايد
- مارسيلو دجيان
- مارسيلو كابو
- مارك وليامز
- مازينهو
- ماساشيرو فوكودا
- ماسيمو بوساكا
- مايك تايسون
- مجد الأسد
- محمد إبراهيم (إعلامي)
- محمد بن إبراهيم الحمد
- محمد علي زيدان
- محمد لطفي (ممثل)
- محيسن الجمعان
- مسعود شومان
- مصطفى قمر
- ميتشيل أكرس
- نبيل الفيلكاوي
- نادر البزري
- نجوى كرم
- نيال كوين
- نيكلاس زينشتروم
- هالي بيري
- هاني البدري
- هدى حسين
- هنريك لارسن
- هيلينا بونهام كارتر
- وليد أحمد السيد
- يحيى عياش
- يحيى هندي
- يوسف فوفانا
- يوسف منصور
- يوشينوري كيتاسي

### يناير
- 5 يناير - يوري أمانو، ممثلة أداء صوتي يابانية.
- 19 يناير - الشيخ أ.د. سعود بن إبراهيم الشريم - إمام وخطيب بالمسجد الحرام من المملكة العربية السعودية.
- 28 يناير - سيجي ميزُشيما، مخرج أنمي ياباني.
- 29 يناير - روماريو، لاعب كرة قدم برازيلي.

### مارس
- 21 مارس - وليد الدبس، ممثل، مخرج ومؤلف مسرحي سوري.

### أبريل
- 26 أبريل - يوشيهيرو توغاشي، مانغاكا ياباني.

### مايو
- 26 مايو - هيروكي توتشي، ممثل أداء صوتي ياباني.

### يونيو
- 11 يونيو - عدي رعد، ممثل وممثل صوت لبناني.

### يوليو
- 10 يوليو - دوغ تينابل، رسام كارتون، ومصمم ألعاب الفيديو، ورسام قصص الكوميكس أمريكي.
- 25 يوليو - واتارو تاكاغي، ممثل أداء صوتي ياباني.

### أغسطس
- 10 أغسطس - حسام حسن، لاعب كرة قدم مصري.

### أكتوبر
- 16 أكتوبر - إبراهيم صالح محمد اليعقوب، مواطن سعودي مطلوب من قبل الولايات المتحدة.

### بدون تاريخ محدد*
- خديجة السلامي.
- شربل اسكندر، ممثل لبناني.
- جون ألروي، إحاثي من الولايات المتحدة.

## وفيات
- آنا أخماتوفا
- أبو العلا عفيفي
- إغناسيو هيدالغو دي سيسنيروس
- باستر كيتون
- بديع خيري
- بول رينو
- بيتر ديباي
- بييرو جاهير
- تيدوس رايخشتاين
- جان آرب
- جردون مكدونلد
- جورج هيفيشي
- حسين رياض
- حسين مؤنس
- خالد العبد الله السالم الصباح
- سيد قطب
- سيرجي كوروليوف
- صالح زكي الطائي
- عبد الرحمن الرافعي
- عبد السلام عارف
- عبد الفتاح إسماعيل (إخوان مسلمون)
- علام نصار
- علي عبد الرازق
- فخري البارودي
- فريتس زيرنيكه
- فينسنت أوريول
- ماكسفيلد باريش
- محمد القصبجي
- محمد ضيف الله الهباهبة
- محمد طاهر الدباغ
- محمد علي لقمان
- محمد فوزي
- محمود شوقي الأيوبي
- مصرع عبد السلام عارف
- محمد ضيف الله الهباهبة
- موفق بدر السلطي
- مونتغومري كليفت
- هاري فلود بيرد
- والت ديزني
- جمال إمامي
- أمير بقطر، فيلسوف وتربوي مصري قبطي.
- 5 ديسمبر - طه القلعة لي - أديب وعالِم وفقيه بغدادي من العراق.
- ديمشوغدونغروب

## نال جائزة نوبل
- في الفيزياء – الفرنسي ألفريد كاستلر.
- في الكيمياء – الأمريكي روبرت موليكن.
- في الطب – مناصفة بين الأمريكيان تشارلس هوغنس وبيتون روس.
- في الأدب – مناصفة بين السويدي نيلي زاكس والإسرائيلي شموئيل يوسف عجنون.
- في السلام – محجوبة.